# Gehyra variegata
Gehyra variegata gehört zur Familie der Geckos und kommt ausschließlich auf dem australischen Festland vor.

## Herkunft und Verbreitung
Der Ursprung der Gattung Gehyra ist umstritten. Wahrscheinlich stammt sie aus Melanesien und nicht von Gondwana, wie die meisten anderen Gattungen in der Familie der Geckos. Heute findet man sie weitverbreitet auf dem ganzen australischen Festland, außer in einigen Gebieten im Nord-Westen und Süd-Osten. Feldstudien haben ergeben, dass es Metapopulationen innerhalb der verschiedenen geographischen Regionen gibt.

## Lebensraum
Sie leben in trockenen bis halb-feuchten Gebieten in Bäumen (arboreal) oder zwischen Steinen (saxicol). Häufig findet man sie unter losen Rindenstücken, in Löcher von Bäumen, auf absterbenden Holzstämmen, in Erdspalten oder zwischen Steinen.
Sie besitzen die Fähigkeit auch in kleinen und von Menschen stark beeinflussten Landflächen zu überleben, da sie ihren Lebensraum an veränderte Umweltbedingungen anpassen können. Population im Naturreservat leben beispielsweise in Eukalypten, im Vergleich zu Population in Landwirtschaft geprägten Lebensraum, welche mehr in abgestorbenen Baumstämmen leben.

## Merkmale

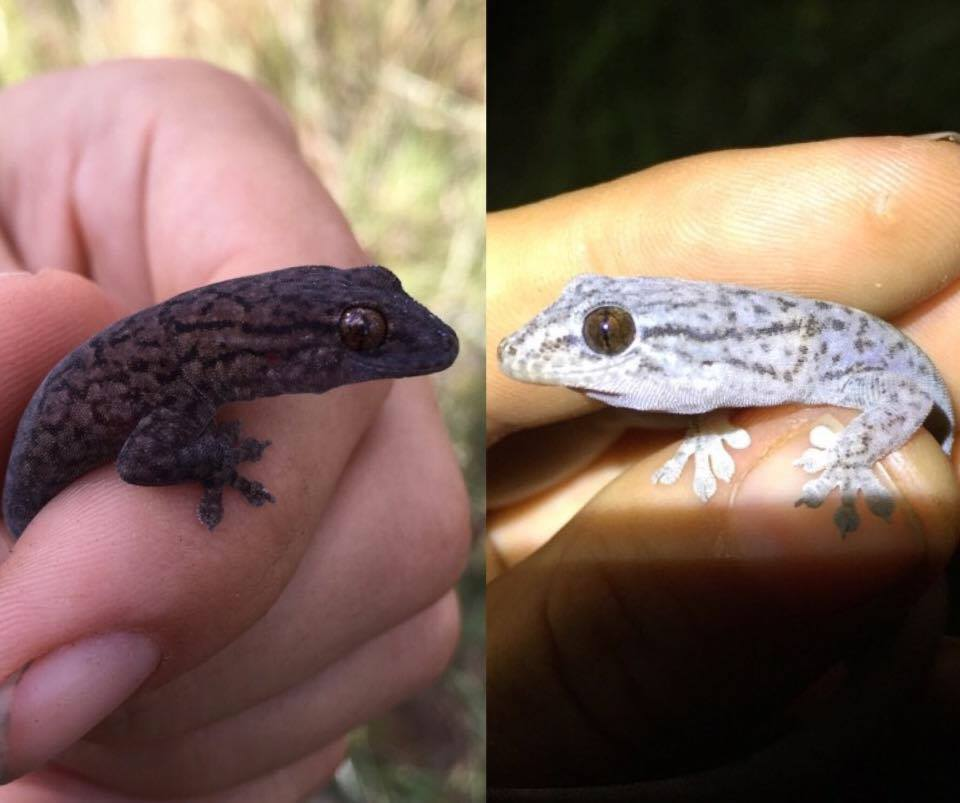
Die verschiedenen Farbausprägungen von Gehyra variegata.

Die Kopf-Rumpf-Länge eines Adulten Gehyra variegata beträgt zwischen 50 mm und 55 mm. Die Färbung variiert von grau bis dunkelbraun. Die Musterung, welche sich netzförmig über die ganze Körperoberfläche zieht, reicht von kariert über weiß bis hell-braun gepunktet zu marmoriert. Einzig zwei oder drei dunklere Linien ziehen sich immer von der Schnauze zum Nacken.
Sie besitzen fünf Zehen an jedem Fuß, dabei haben bis auf jeweils die innersten Zehen alle Krallen. Große Polster mit Lamellen sorgen für eine gute Haftung, so dass sie sich auch, wie allgemein von Geckos bekannt ist, überhängend gut fortbewegen können.

## Lebensweise
Wie alle Reptilien gehört Gehyra variegata zu den Kaltblütern. Dabei gehören sie zu der Gruppe, welche vom Wärmeaustausch zum Substrat abhängig sind. Die saxicol lebenden Individuen beziehen die Wärme von den Steinen, zwischen denen sie sich verstecken. Die in Bäumen lebenden Individuen beziehen ihre Wärme von der durch die Sonne aufgewärmte Rinde. Sie wechseln dabei ihre Position unter der Rinde passend zum Sonnenstand. Wahrscheinlich hat diese Verhaltensweise einen Zusammenhang mit den hohen Temperaturen, welche für die Verdauung gebraucht werden.

Bei einem Angriff können sie ihren Schwanz abwerfen, um ihren Gegner zu verwirren. Dieser bewegt sich dann noch einige Minuten weiter und gibt so dem Tier die Gelegenheit zu fliehen. Der Schwanz wächst später wieder nach, meist jedoch nicht mehr so lang wie zu vor. Eine weitere Besonderheit ist der schrille Schrei, welcher auch als Abwehrmechanismus dient.

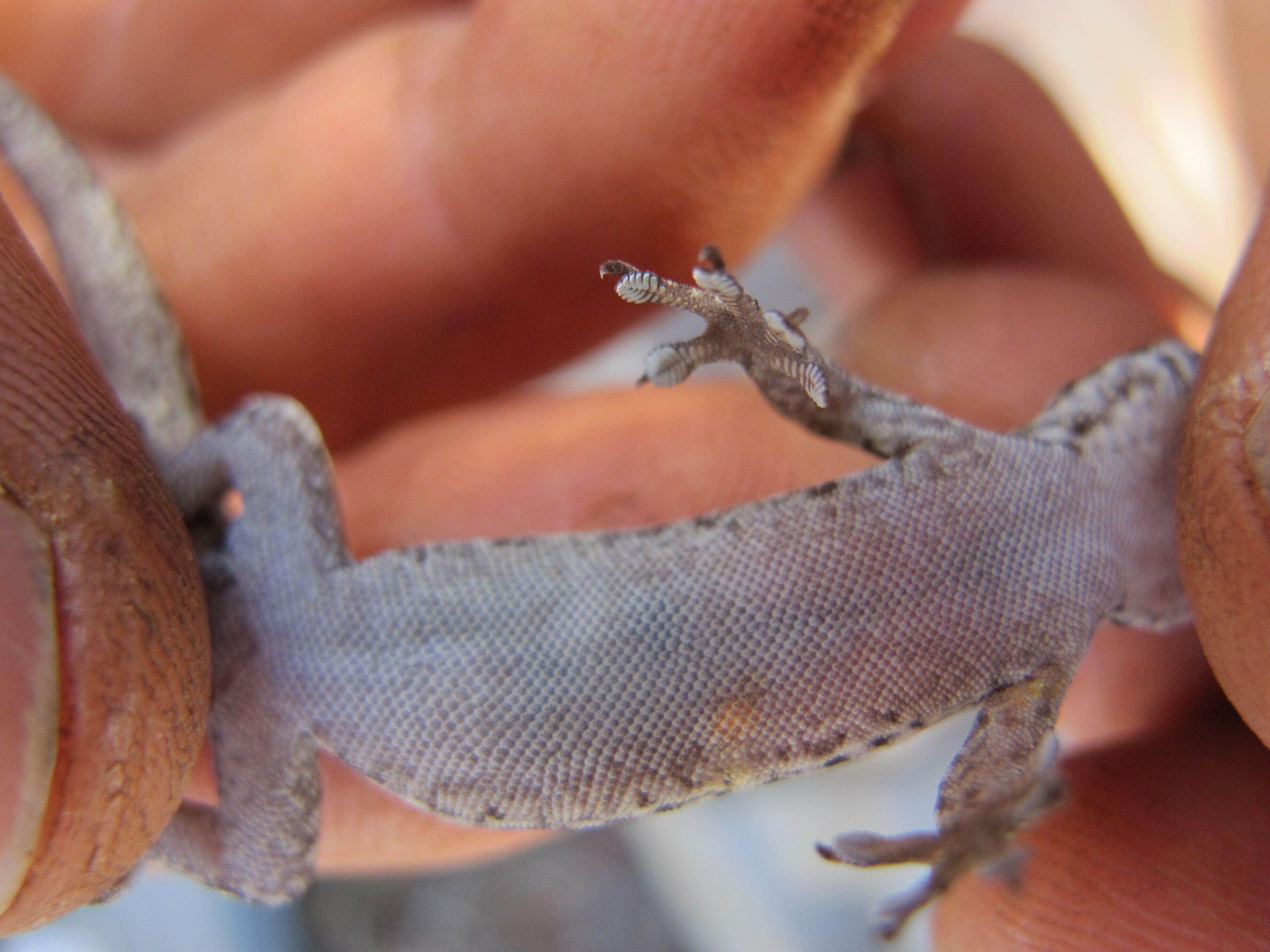
Ventrale Seite von Gehyra variegata mit den vier Krallen und Lamellen an den Zehen.

## Nahrung
Die Ernährung besteht hauptsächlich aus Käfer, Termiten, Grashüpfer, Kakerlaken und Spinnen. Sie jagen vor allem während der Dämmerung und bleiben dabei in einem zehn Meter Radius ihres Territoriums.

## Fortpflanzung
Die Lebenserwartung beträgt ungefähr fünf Jahre. Die Geschlechtsreife wird nach dem dritten Lebensjahr erreicht. Männchen sind territorial, wobei sich mehrere Weibchen mit einem Männchen den Lebensraum teilen.
Gehyra variegata ist ovipar. Die Eier sind hartschalig und werden geschützt unter Rinde, alten Baumstämmen oder in Löcher zwischen Steinen gelegt. Das Gelege besteht aus einem einzelnen Ei. Die Ablagestellen werden oft gemeinschaftlich genutzt, es wurden schon Gelege bis zu 35 Eier beobachtet. Die Eiablage geschieht zweimal in einem Abstand von einem Monat während der Fortpflanzungszeit. Das erste hartschalige Ei (~10 mm) wird Ende November gelegt. Nach ungefähr zwei Monaten (~ 61 bis 79 Tage) schlüpfen die Jungtiere, welche bereits um die 45 mm lang sind.